# ديريك روسي
ديريك روسي (بالإنجليزية: Derric Rossy)‏ مواليد 2 يوليو 1980، هو ملاكم محترف أمريكي يصنف ضمن فئة الوزن الثقيل.

## المسيرة الاحترافية
من نزالاته:
- خسر أمام بيرمان ستيفيرني (2015/11/14).
- خسر أمام فياتشيسلاف جلازكوف (2014/08/09).
- انتصر على جو هانكس (2014/05/16).
- خسر أمام فريس أوكندو (2013/06/08).
- خسر أمام أودلي هاريسون بالضربة الفنية القاضية (2013/03/23).
- انتصر على ترافيس ووكر (2013/03/23).
- خسر أمام موريس هاريس بالضربة الفنية القاضية (2011/07/16).
- خسر أمام كوبرات بوليف بالضربة الفنية القاضية (2011/05/07).
- خسر أمام إدي شامبرز (2011/02/11).
- انتصر على كارل ديفيس دروموند (2009/07/31).
- خسر أمام ألكسندر ديميترينكو بالضربة الفنية القاضية (2008/05/03).
- خسر أمام إدي شامبرز بالضربة الفنية القاضية (2007/02/09).

## إحصائيات
خاض خلال مسيرته 42 نزالا، فاز في 30 ولم يتعادل وخسر في 12. فاز بالضربة القاضية في 14 نزالا.

## روابط خارجية
- ديريك روسي على موقع بوكس ريك (الإنجليزية) (registration required)